# Convulsionarios

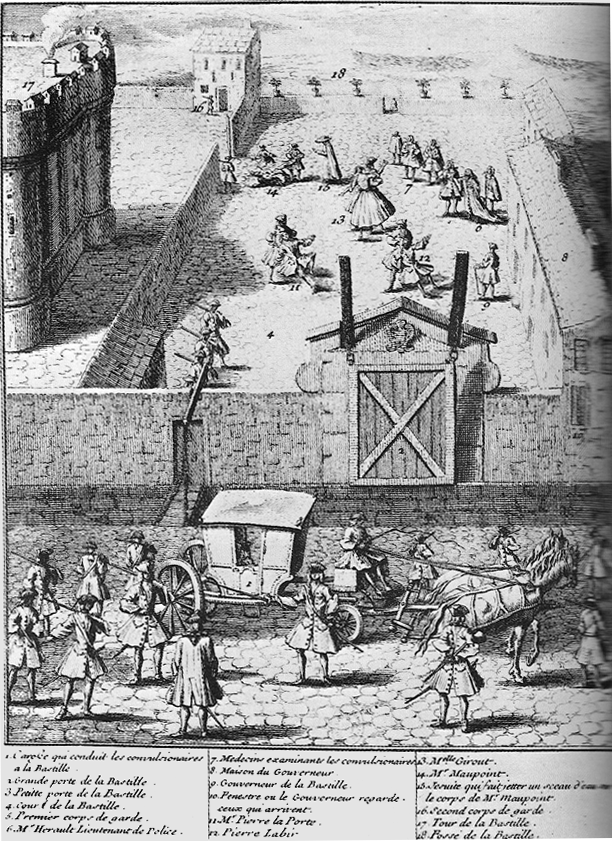
Convulsionarios en la Bastilla, grabado del

Los convulsionarios fueron un grupo de fanáticos que apareció en el siglo XVIII y que comenzó en la tumba del abate Paris. 
Los apelantes de la bula Unigénitus querían tener milagros para apoyar su partido. Bien pronto pretendieron que Dios los había obrado en su favor en la tumba del diácono Paris, famoso apelante; una multitud de testigos prevenidos, engañados o echadizos los atestiguaron.
Muchos pretendieron experimentar convulsiones en esta misma tumba o en otras partes se quiso también hacerlos pasar por milagros; esta nueva especie desacreditó la primera y cubrió de ridículo a sus partidarios. Nunca han podido responder los apelantes a este argumento tan sencillo: donde nacieron las convulsiones, allí nacieron vuestros milagros; ambos tienen el mismo origen. Según la confesión de los más sabios de entre vosotros, la obra de las convulsiones es una impostura u operación del diablo: luego lo mismo sucede con los milagros.
En efecto, los más sensatos de los apelantes escribieron con vigor contra este fanatismo, lo que ha producido entre ellos una división en anticonvulsionistas y convulsionistas. Estos se han subdividido en agustinistas, vaillantistas, socorristas, discernientes, figuristas, melengistas, etc. nombres dignos de ser colocados al lado de los de los umbilicales, iscariotisas, stercoranistas, indorfianos, orebitas, eonianos y otros movimientos tan esclarecidos.
Arnaldo, Pascal y Nicole, apelantes sensatos e instruidos, no tenían convulsiones y se guardaban muy bien de profetizar. Un arzobispo de León decía en el siglo IX con motivo de algunos supuestos prodigios de esle género: 
¿Se ha oído nunca hablar de estas especies de milagros que no curan las enfermedades, sino que a los que están buenos hacen perder el juicio y la salud?. Véase el Compendio de la historia eclesiástica en dos volúmenes en 12.° París 1752 sobre el año 844.
Quizá es todavía más extraño, es que los partidarios de un fanatismo tan escandaloso y tan absurdo, habiendo aparentado un pretendido celo de religión, hayan querido hacer creer que solo ellos eran sus defensores; nada ha contribuido más a producir la incredulidad. Parece que este acceso de demencia concluyó enseguida. Ha habido en Inglaterra refugiados convulsionarios; eran los mismos que los profetas de los Cevennes. Schaftsbury, cartas sobre el entusiasmo sec. 3, p. 23.